# Bon Air (Alabama)
Bon Air es un pueblo del Condado de Talladega, Alabama, Estados Unidos. En el censo de 2000, su población era de 96 habitantes. 

## Demografía
En el 2000 la renta per cápita promedia del hogar era de $ 33.125$, y el ingreso promedio para una familia era de 36.667$. El ingreso per cápita para la localidad era de 13.075$. Los hombres tenían un ingreso per cápita de 30.000$ contra 17.083$ para las mujeres.

## Geografía
Bon Air está situado en 33°15′50″N 86°20′01″O / 33.26389, -86.33361 (33.263798, -86.333650).
Según la Oficina del Censo de los EE. UU., la ciudad tiene un área total de 1.33 millas cuadradas (3.45 km ²).